# 牟田桂子
牟田 桂子（むた けいこ、6月8日 - ）は、日本のテレビドラマ、映画の脚本家である。夫は俳優の牟田浩二。
福岡県飯塚市出身。立教大学文学部独文科卒。出版社勤務の経験を経て、シナリオ作家協会主催のシナリオ講座を受講。1996年「陸の魚」でフジテレビ主催「第九回フジテレビヤングシナリオ大賞」佳作受賞。
2000年SURPRISE! （フジテレビ）にてデビュー。

## 作品歴

### テレビ
- SURPRISE!（2000年、フジテレビ）
- 日立 世界・ふしぎ発見!沖縄編（2001年、TBS）
- らぶ・ちゃっと（2001年、フジテレビ）
- ここだけの話し（2001年、テレビ朝日）
- ハート♡ナビ（2002年、テレビ東京）
- DEEP  LOVEアユの物語（2004年、テレビ東京）
- 世にも奇妙な物語2005年春の特別編 「幻の少年」（2005年、フジテレビ）
- TVのチカラ 再現D（2006年、テレビ朝日）
- パナソニックスペシャル〜チンギス・ハンの遺言（2006年、テレビ朝日）
- 少年A〜もう一つの酒鬼薔薇事件〜（2007年、テレビ朝日）
- 女の花道、イバラ道（2007年、テレビ朝日）
- 結党!老人党（2009年、WOWOW）
- 離婚同居（2010年、NHK）
- 天使の代理人（2010年、東海テレビ）
- 家族法廷（2011年、BS朝日）
- ほんとにあった怖い話 夏の特別編2011（2011年、フジテレビ）
- 市長はムコ殿（2012年、BS朝日）
- サザエさん (テレビアニメ)（2012年 - 2015年、フジテレビ）
- ちびまる子ちゃん (アニメ)（2012年 - 2019年、フジテレビ）
- 白衣のなみだ（2013年、東海テレビ）
- 水木しげるのゲゲゲの怪談（2013年、フジテレビ）
- 水曜ミステリー9「嫌われ監察官 音無一六〜警察内部調査の鬼〜」（2013年、テレビ東京）
- 碧の海（2014年、東海テレビ）
- はぴまり（6話、2016年、Amazonプライム・ビデオ）
- 恋がヘタでも生きてます（2017年、3話、6話、読売テレビ）
- 福岡恋愛白書14「天神ラブソング」（2019年）
- リカ（2019年、フジテレビ）
- 赤ひげ2（2019年、NHK）

### 映画
- 東京★ざんすっ 「約束」（2001年）

## 受賞歴
- フジテレビ主催 第九回フジテレビヤングシナリオ大賞 佳作受賞（1997年）